# Константин Дука (син цара Константина X)
Константиn Дука (грч. Κωνστάντιος Δούκας, 1060 – 18. октобар 1081), био је млађи византијски цар - савладар од 1060. до 1078. године. Константин је био син цара Константина X Дуке и царице Евдокије Макремволитисе. По рођењу, уздигнут је за млађег цара - савладара, заједно са својим братом царем Михаилом VII . Остао је као млађи цар - савладар за време владавине царева Константина X, Романа IV и Михаила VII. Предат је Нићифору III, узурпатору, након абдикације цара Михаила VII. Послат је да живи у манастиру, где је остао док га није опозвао цар Алексије I Комнин, који га је прогласио генералом. Погинуо је 1081. године у бици код Драча. Извори га понекад мешају са његовим братом, Константином Дуком.

## Живот
Константин Дука је рођен 1060-их, син је цара Константина X и царице Евдокије Макремволитисе. Рођен је за време Константинове владавине; због тога је био порфирогенит. Његов отац цар Константин X постао је цар 24. новембра 1059, након што га је цар Исак I Комнин изабрао за свог наследника, непосредно пре него што је цар Исак I абдицирао.
Године 1060, цар Константин X је и Михаила VII и Константина уздигао у ранг царева - савладара под собом, али није уздигао свог средњег сина Андроника Дуку у млађег цара - савладара, из непознатих разлога. Константин је задржао своју титулу млађег цара - савладара за време владавине царева Константина X (1060–1067), Романа IV Диогена (1068–1071) и Михаила VII (1071–1078). Константин је био верен за Ану Всеволодовну Кијевску 1074.
Цар Михаило VII је био приморан да абдицира 31. марта 1078. године, због народног устанка и две активне побуне Нићифора III Вотанијата и Нићифора Вријенија, након абдикације повукао се у манастир Студион. Цар Михаило VII је изабрао Константина да га наследи, пошто је Андроник умро неколико година пре тога. Константин је технички постао владајући цар након Михаилове абдикације. Међутим, Византијски сенат је већ прогласио свргавање цара Михаила VII 7. јануара 1078. Према Михаилу Аталијату, „они [становништво] су држали град у добром поретку без владара три дана“.
Константин је морао да се бори само са царем Нићифором III, пошто је Нићифор Вријеније био поражен од стране цара Нићифора III у бици код Калаврија, а потом и ослепљен његовом наређењу.  Константин је брзо изгубио подршку, пошто је постало јасно да нема вештину као владар. По уласку цара Нићифора III у Цариград 3. априла Константинове присталице су покушале да преговарају, али га је становништво Цариграда потпуно одбило. Касније те године једна анадолска војска се побунила у корист Константина, али су је Нићифорове снаге брзо поразиле.  Константин је послат да се замонаши и живи у манастиру на једном од Принчевских острва у Пропонтиди. Замонашивши се, престала је да постоји могућност да се ожени, па је његова веридба са Аном Всеволодовном Рјурикович отказана.
Њега је опозвао цар Алексије I Комнин, који је наследио цара Нићифора III, а који је био у сродству са Константином кроз брак са Иреном Дука, 1081. проглашен је за генерала и послат у поход против Нормана. Након што је цар Алексије I преузео престо, уздигао је Константина Дуку у ранг цара - савладара. Константин се борио у бици код Драча 18. октобра 1081. године, где су византијске снаге које су опседале Драч поразиле норманске снаге. Иако су Византинци у почетку били успешни, с тим што је норманско десно крило разбијено од стране византијског левог крила, нормански центар је разбио централне снаге Византинаца. Током овог сукоба, Варјашка гарда, са којом се Константин борио, одвојена је од језгра византијске војске и масакрирана. Сам Константин је погинуо у борби.
Због ограничених извора о Константинвом животу, он се често меша са својим синовцем, порфирогенитом Константином Дуком. Међутим, Константин је у то време био тек дете (рођен 1074. године), тако да савремени извори највероватније говоре о Константину.

## У медијима
Сматра се да је Константин Дука уклесан на Свету круну Мађарске, коју је угарском краљу Гези I (р. 1074–1077) дао Константинов брат цар Михаило VII, приказан поред краља Гезе I и цара Михаила VII; иако неки тврде да заправо приказује Константина Дуку.